# Stiepan Matuzienko
Stiepan Tarasowicz Matuzienko (ros. Степан Тарасович Матузенко, ur. 1897 w Tepłyku, zm. 29 stycznia 1940) – funkcjonariusz radzieckich służb specjalnych w stopniu pułkownika.

## Życiorys
Urodził się w ukraińskiej rodzinie chłopskiej. Skończył szkołę wiejską i dwie klasy szkoły miejskiej w Pikowie, później pracował w swoim gospodarstwie. Od stycznia 1916 do października 1917 służył w rosyjskiej armii jako szeregowiec dywizjonu artylerii ciężkiej, od października 1917 do lutego 1918 przebywał na leczeniu w szpitalu w Moskwie, później wrócił do pracy w swoim gospodarstwie, a od października 1918 do lutego 1919 pracował w drukarni w Kijowie. W lutym 1919 został żołnierzem Armii Czerwonej, walczył w wojnie domowej w Rosji, od października 1919 do listopada 1920 przebywał w niewoli u białych w Dżankoj. Od grudnia 1920 pracował w organach Czeki jako pełnomocnik i śledczy Krymskiej Czeki, później był pomocnikiem szefa Wydziału Kontrwywiadowczego Krymskiej Czeki/GPU Krymskiej ASRR. W listopadzie 1921 został członkiem RKP(b). Od czerwca 1923 służył w wojskach pogranicznych OGPU, początkowo jako pomocnik naczelnika pogranicznego oddziału OGPU w Eupatorii ds. sekcji tajno-operacyjnej, od października 1924 do sierpnia 1925 był kursantem Wyższej Szkoły Pogranicznej OGPU, później został komendantem odcinka w oddziale pogranicznym OGPU. Od 27 listopada 1929 służył w wojskach pogranicznych OGPU w Azji Środkowej jako pełnomocnik i pomocnik inspektora, od 3 listopada 1930 do maja 1932 był pomocnikiem naczelnika 46 oddziału pogranicznego OGPU w Aszchabadzie, odmaja 1932 do września 1933 naczelnikiem 45 oddziału pogranicznego OGPU, a od września 1933 do 4 kwietnia 1935 naczelnikiem 48 oddziału pogranicznego OGPU/NKWD. Od 4 kwietnia do 29 maja 1935 był naczelnikiem 3 Pietrozawodskiego Oddziału pogranicznego NKWD, a od 29 maja 1935 do 27 lipca 1937 naczelnikiem 34 Leningradzkiego Oddziału Pogranicznego NKWD, 3 kwietnia 1936 otrzymał stopień pułkownika. Od 27 lipca 1937 do 31 stycznia 1938 był naczelnikiem 6 Oranienbaumskiego Oddziału Pogranicznego NKWD, a od 31 stycznia do 26 grudnia 1938 ludowym komisarzem spraw wewnętrznych Karelskiej ASRR. Był deputowanym do Rady Najwyższej RFSRR 1 kadencji.
26 grudnia 1938 został aresztowany, 28 stycznia 1940 skazany na śmierć przez Wojskowe Kolegium Sądu Najwyższego ZSRR i następnego dnia rozstrzelany. Nie został zrehabilitowany.